# Antonio Rodríguez Morey
Antonio Rodríguez Morey (Cádiz, 1872-La Habana, 1967) fue un pintor cubano.

## Biografía
Nacido el 4 de marzo de 1872 en la ciudad española de Cádiz, se educó en La Habana. Posteriormente viajó por Europa. Desempeñó durante muchos años el cargo de director del Museo Nacional de Bellas Artes de Cuba. Rodríguez Morey, que fue autor de un Diccionario de artistas plásticos de Cuba, falleció el 7 de diciembre de 1967 en La Habana.